# Bactrocera chonglui
Bactrocera chonglui
 es una especie de díptero que Chao y Lin describieron por primera vez en 1996. Bactrocera chonglui pertenece al género Bactrocera de la familia Tephritidae.  